# Auf hoher See (Album)
Auf hoher See ist das fünfte Studioalbum des österreichischen Schlagersängers Freddy Quinn, das 1961 im Musiklabel Polydor (Nummer 46 750) erschien und mit über 500.000 Verkäufen den zweiten Platz in den deutschen Albumcharts sowie eine Goldene Schallplatte errang. Die Singles Die Gitarre und das Meer und La Paloma, die die Spitze der deutschen Charts errangen, gehören zu den bekanntesten Liedern Quinns und waren Millionenhits. Elf der 14 Titel waren Coverversionen, davon sechs Volkslieder.

## Titelliste
Das Album beinhaltet folgende 14 Titel:
- Seite 1

1. In Hamburg, da bin ich gewesen (arrangiert von Franz Josef Breuer)
2. Wo die Nordseewellen…
3. Nimm uns mit, Kapitän, auf die Reise
4. De Hamborger Veermaster (arrangiert von Franz Josef Breuer)
5. Heut’ geht’s an Bord (arrangiert von Franz Josef Breuer)
6. Rolling Home (arrangiert von Franz Josef Breuer)
7. Auch Matrosen haben eine Heimat

- Seite 2

1. Wir lagen vor Madagaskar
2. Wenn das Schifferklavier
3. La Paloma (arrangiert von Franz Josef Breuer)
4. What Shall We Do With The Drunken Sailor (arrangiert von Franz Josef Breuer)
5. Wolken, Wind und Wogen (geschrieben von Lotar Olias und Walter Rothenburg)
6. Die Gitarre und das Meer (geschrieben von Aldo von Pinelli und Lotar Olias)
7. Heimweh nach St. Pauli (geschrieben von Kurt Schwabach und Lotar Olias)

## Coverversionen
- Nimm uns mit, Kapitän, auf die Reise hieß im Original Nimm mich mit, Kapitän, auf die Reise und stammt im Original vom Schlagersänger Will Höhne (1950).[2]
- Auch Matrosen haben eine Heimat stammt im Original vom Opernsänger Gustav Neidlinger (1951).[3]
- Wir lagen vor Madagaskar wurde 1934 von Just Scheu geschrieben.[4]
- La Paloma ist ein Lied des spanisch-baskischen Komponisten Sebastián de Yradier (1809–1865) und gehört zu den am meisten gesungenen, interpretierten, arrangierten und auf Tonträgern festgehaltenen Musikstücken.[5] Insgesamt gibt es über 420 Coverversionen.[6]

### Volkslieder
- In Hamburg, da bin ich gewesen und Wo die Nordseewellen … ist ein Medley des Volkslieds Ausgestoßen (In Hamburg, da bin ich gewesen) und vom Nordseewellenlied (Friesenlied, von Martha Müller-Grählert).[7]
- De Hamborger Veermaster ist eine Coverversion des Volkslieds The Banks Of Sacramento.[8]
- Das Lied Wenn das Schifferklavier ist eine Coverversion des Volksliedes Immer wieder treibt es uns vom Strande (Wenn das Schifferklavier an Bord ertönt).[9]
- Das Lied What Shall We Do With The Drunken Sailor ist eine Coverversion des Shantys Drunken Sailor, bei dem die Melodie wiederum vom irischen Lied Oró Sé do Bheatha ’Bhaile stammt.[10]
- Auch die Lieder Heut Geht’s An Bord[11] und Rolling Home sind Volkslieder.[12]

## Veröffentlichungen und Charterfolge

### Album
| Jahr | Titel         | Höchstplatzierung, Gesamtwochen/‑monate, AuszeichnungChartplatzierungen (Jahr, Titel, Platzierungen, Wochen/Monate, Auszeichnungen, Anmerkungen) | Höchstplatzierung, Gesamtwochen/‑monate, AuszeichnungChartplatzierungen (Jahr, Titel, Platzierungen, Wochen/Monate, Auszeichnungen, Anmerkungen) | Höchstplatzierung, Gesamtwochen/‑monate, AuszeichnungChartplatzierungen (Jahr, Titel, Platzierungen, Wochen/Monate, Auszeichnungen, Anmerkungen) | Anmerkungen                                    |
| Jahr | Titel         | DE | AT | CH | Anmerkungen                                    |
| ---- | ------------- | --- | --- | --- | ---------------------------------------------- |
| 1961 | Auf hoher See | DE2 Gold · (4 Mt.)DE | — | — | Erstveröffentlichung: 1961 Verkäufe: + 500.000 |

grau schraffiert: keine Chartdaten aus diesem Jahr verfügbar

### Singles
| Jahr | Titel                                                                 | Höchstplatzierung, Gesamtwochen/‑monate, AuszeichnungChartplatzierungen (Jahr, Titel, , Platzierungen, Wochen/Monate, Auszeichnungen, Anmerkungen) | Höchstplatzierung, Gesamtwochen/‑monate, AuszeichnungChartplatzierungen (Jahr, Titel, , Platzierungen, Wochen/Monate, Auszeichnungen, Anmerkungen) | Höchstplatzierung, Gesamtwochen/‑monate, AuszeichnungChartplatzierungen (Jahr, Titel, , Platzierungen, Wochen/Monate, Auszeichnungen, Anmerkungen) | Anmerkungen |
| Jahr | Titel                                                                 | DE | AT | CH | Anmerkungen |
| ---- | --------------------------------------------------------------------- | --- | --- | --- | --- |
| 1959 | Die Gitarre und das Meer / Du brauchst doch immer wieder einen Freund | DE1 Platin · (11 Mt.)DE | — | — | Erstveröffentlichung: Januar 1959 Verkäufe: + 1.000.000 |
| 1961 | In Hamburg, da bin ich gewesen / Zwei die Hamburg lieben              | — | — | — | Erstveröffentlichung: 1961 Original: Volkslieder – Ausgestoßen (In Hamburg, da bin ich gewesen) und Nordseewellenlied (Friesenlied; Martha Müller-Grählert) |
| 1961 | La Paloma / Nur der Wind                                              | DE1 Platin · (7 Mt.)DE | — | — | Erstveröffentlichung: Juni 1961 Verkäufe: + 1.000.000 |

grau schraffiert: keine Chartdaten aus diesem Jahr verfügbar